# Відомі люди міста Таращі

Будинок Алєксандрових в Таращі.

Тараща, дореволюційні будинки.

Тараща, дореволюційні будинки.

Тараща, дореволюційні будинки.

Тараща, дореволюційні будинки.

Тараща, дореволюційні будинки.

Тараща, будинок депутата Державної Думи царської Росії
Макарія Дяковського
над вікнами будинку добре видно ініціали M та D.

Тараща, приміщення земського суду

Тараща, дореволюційні будинки.

Тараща, дореволюційні будинки.

Тараща, дореволюційні будинки.

Тараща, дореволюційні будинки.

Тараща, дореволюційні будинки.

Тараща, дореволюційні будинки.

Тараща, дореволюційні будинки.

Тараща, дореволюційні будинки.

Тараща, дореволюційні будинки.

Тараща, дореволюційні будинки.

Тараща, будинок поміщика Репойто-Дубяго.

Тараща, дореволюційні будинки.

Будинок Юровських в Таращі.

Тараща, фото дореволюційного міста.

Той самий будинок Таращанської спілки споживачів.

«Ілюзіон» — дореволюційний кінотеатр міста,
нині приміщення міської типографії.

Тараща, дореволюційні будинки.

Дореволюційні адміністративні будинки Таращі.

Старі будинки єврейських кварталів Таращі.

Старе приміщення пошти, телеграф Таращі

Тараща, одне з приміщень повітової лікарні.

Тараща, площа Слави.

Тараща, дореволюційні крамнички,
магазин місцевого казенного винного складу.

Тараща, дореволюційні крамнички.

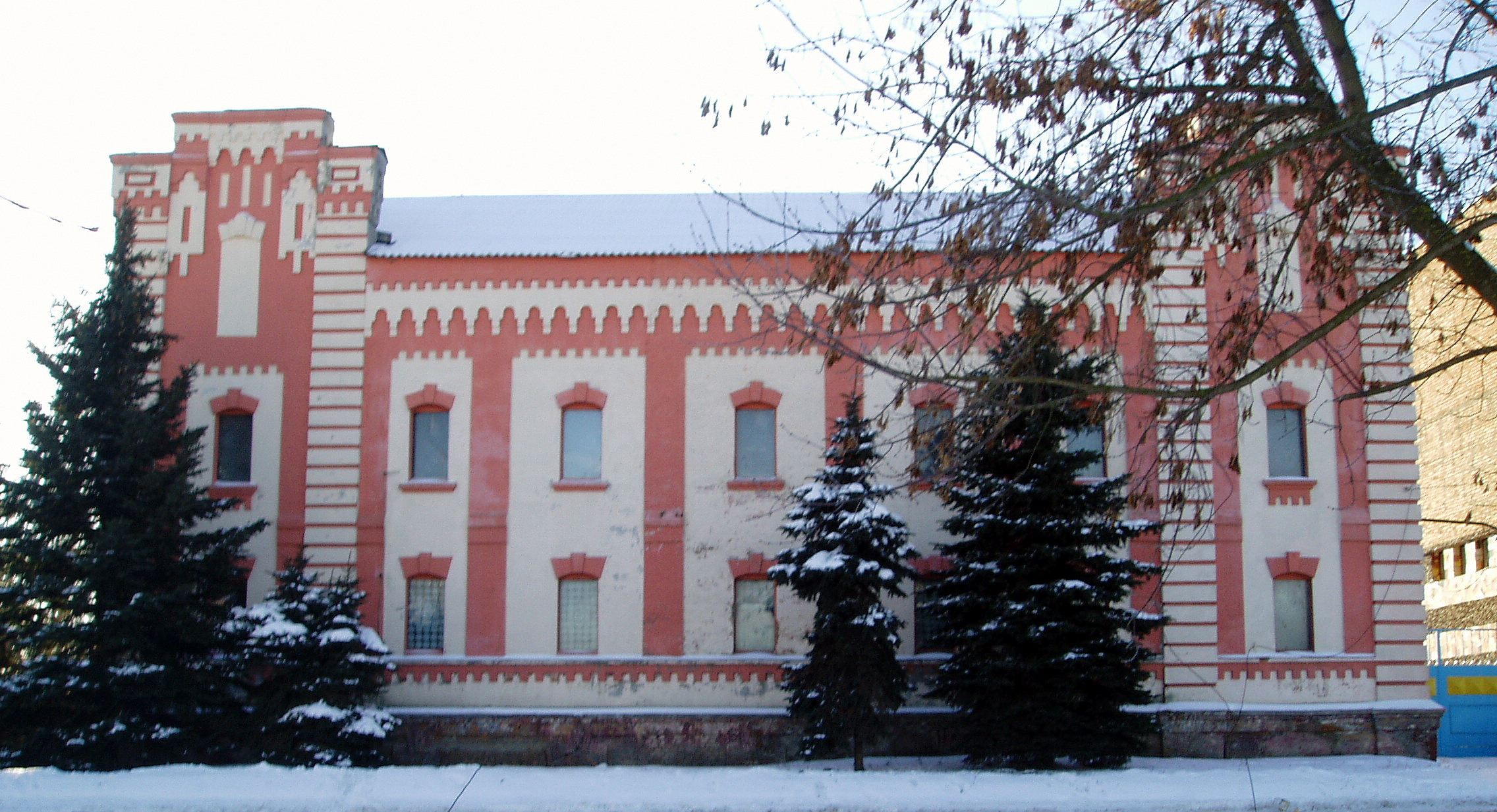
Тараща, дореволюційний паровий млин.

Тараща, інший дореволюційний млин, діяв до 2017 року.

Тараща, дореволюційні будинки.

Тараща, в'їзд до казарм драгунського полку.

Тараща, будинок ксьондза римо-католицького костелу.

Тараща, дореволюційні будинки.

Сторінка про відомих людей, пов'язаних з містом Тараща

## Вчені та науковці
- Александров Анатолій Петрович (1903, Тараща — 1994 Москва) — радянський фізик, фахівець з атомної фізики та енергетики, президент Академії Наук СРСР (з 1975 по 1986). Був директором Інституту фізичних проблем Академії Наук СРСР, та директором Інституту атомної енергії імені Ігоря Курчатова. Чотирьохразовий лауреат Сталінської премії (1942, 1949, 1951, 1953), лауреат Ленінської премії (1959), тричі Герой Соціалістичної Праці (1954, 1960, 1973), володар дев'яти орденів Леніна, медалі Курчатова (1968), медалі Ломоносова (1978), та медалі Вавилова (1978).
- Баладинський Вадим Леонідович (1935, Тараща) — вчений-архітектор, доктор технічних наук (1982), професор (1984), завідувач кафедри будівельних машин Національного університету будівництва та архітектури України, директор Науково дослідного інституту будівельно-дорожної та інженерної техніки, з 1988 — президент Міжнародної асоціації з автоматизації та екології земляних робіт, лауреат премії імені М. Будникова (1995), заслужений діяч науки та техніки України (1994), лауреат державної премії України в галузі науки і техніки (2003).
- Бойко Юрій Володимирович (1962, Тараща) — вчений радіофізик, кандидат фізико-математичних наук, доцент, завідувач кафедри напівпровідникової електроніки радіофізичного факультету Київського університету імені Т. Шевченка та завідувач інформаційно-обчислювального центру того ж університету.
- Бурляй (Бурлій) Юрій Васильович (1926, Тараща) — вчений-механік, доктор технічних наук, займав посади директора Українського науково-дослідного інституту продовольчого машинобудування «УкрНДІпродмаш» та генерального директора Київського науково-виробничого об'єднання «Харчомаш».
- Вовк Прокіп Федорович (1887, с. Лісовичі — 1943, Солекамськ) — професор, проректор (декан) сільськогосподарського факультету Київського політехнічного інституту (КПІ) та завідувач кафедри механізації сільського господарства КПІ, після відокремлення с.г. факультету від КПІ та організації на його основі Київської сільськогосподарської академій, працював на посаді професора академії. Крім того, завідував кафедрою сільськогосподарських машин Московської сільськогосподарської академії та працював у Науково-дослідному інституті сільськогосподарських машин імені В. П. Горячкіна (м. Москва). Арештований 1938. Помер в 1943 у виправно-трудовому таборі в Солекамську. Реабілітований 1955.
- Волковинський Валерій Миколайович (1948, Тараща — 2006, Київ) — український історик, доктор історичних наук, лауреат премії імені Михайла Грушевського. Серед авторських монографій історика вирізняються праці присвячені Михайлові Фрунзе, Павлу Постишеву, Християну Раковському, Нестору Махну. Остання монографія присвячена проблемі революційного тероризму в Російській імперії, та, зокрема, діяльності Ірини Каховської, революційної діячки родом з Таращі.
- Гайсинський Моїз (фр. Dr. Moïse Haïssinsky) (1898, Тараща — 1976, Париж) — французький хімік, автор першої в світі монографії з радіаційної хімії «Радіаційна хімія та її застосування» (Париж, 1957), що була перекладена, зокрема, російською (1961) та англійською (1964) мовами. Гайсинський захистив докторську дисертацію в Римському університеті ла Сапієнца та тривалий час працював у Паризькому університеті (добре відома Сорбонна). Він був членом італійської Національної академії наук деі Лінчеі (Рим, 1953), членом французької академії інженерних наук, а також різноманітних хімічних та фізичних товариств Європи та Америки.
- Гінтов Олег Борисович (1935, Тараща) — вчений-геофізик, випускник Київського національного університету імені Тараса Шевченка, доктор геолого-мінералогічних наук, завідувач відділу палеогеодинаміки Інституту геофізики імені С. І. Субботіна НАН України, лауреат державної премії України в галузі науки та техніки (1996).
- Горошко Михайло Васильович (1939, с. Ріжки) — доктор геолого-мінералогічних наук, провідний науковий співробітник Інституту тектоніки та геофізики ім. Ю. А. Косигіна міста Хабаровськ.
- Данілов Володимир Якович (1952, с. Петрівське) — вчений-математик, кандидат фізико-математичних наук, доцент механіко-математичного факультету Київського університету імені Т. Шевченка. Автор більше 80 наукових праць. Заступник з наукової роботи декана факультету.
- Дахно Володимир Петрович (1928, с. Лісовичі) — український вчений-архітектор, кандидат архітектури (1961), член-кореспондент Української академії архітектури (1992), з 1981 по 1988 — директор Київського науково-дослідного інституту теорії та історії архітектури та містобудування, серед реалізованих проектів адміністративний будинок (нині Міжнародний діловий центр) на вулиці М. Пирогова 7 в Києві, 1952 рік, та інтер'єр клубу Ради Міністрів УРСР (нині Кабінету Міністрів України) на вулиці Жовтневої революції 5 (нині це вулиця Інститутська), теж 1952 рік, обидва проекти реалізовані у співавторстві. Автор принаймні шести підручників та монографій. З 1995-го року проживає в Німеччині.
- Дробот Іван Іванович (1951 с. Лук'янівка) — український історик, доктор історичних наук, професор. Директор Інституту історії та філософії педагогічної освіти Національного педагогічного університету імені Михайла Драгоманова та завідувач кафедри Історії України того ж університету.
- Жебокрицький Віктор Андрійович (1906, с. Калинове — 1975, Київ) — український історик, дослідник всесвітньої історії, балканіст, славіст, доктор історичних наук, професор. Почесний громадянин Болгарської народної республіки. Завідував кафедрою Нової історії та кафедрою Історії міжнародних відносин та зовнішньої політики СРСР Київського університету імені Тараса Шевченка. Працював також у Республіканській партійній школі та Інституті історії Академії Наук УРСР.
- Калитка Валентина Василівна (1946, с. Потоки) — вчений-хімік, доктор хімічних наук, професор, завідувач кафедри Загального землеробства Таврійського державного агротехнологічного університету (м. Мелітополь). Під керівництвом Валентини Василівни захищено сім кандидатських дисертацій, вона є членом спеціалізованої вченої ради з захисту дисертацій та членом експертної ради ВАК України з агрономії та лісового господарства. Є автором 148 наукових публікацій, в тому числі 119 повноцінних наукових статей, має 22 авторських свідоцтва та патенти. Нагороджена орденом княгині Ольги III-го ступеня.
- Ковалевський Сергій Борисович (1967, Тараща) — український лісівник, професор кафедри дендрології та лісової селекції, декан факультету садово-паркового господарства та ландшафтної архітектури Національного університету біоресурсів і природокористування України, доктор сільськогосподарських наук.
- Кузьмін Марселій Петрович (1924, Тараща — 1999, Тула) — доктор технічних наук, професор, завідував кафедрою двигунів літальних апаратів, а також був деканом машинобудівного та апаратобудівного факультетів Тульського політехнічного інституту. Заслужений діяч науки та техніки РРФСР (1984). Нагороджений орденом «Знак пошани» та медаллю «За трудову доблесть».
- Луковський Іван Олександрович (1935, с. Косяківка) — український математик і механік, доктор фізико-математичних наук, професор, засновник вітчизняної наукової школи з динаміки твердих і деформівних тіл, які мають порожнини, частково заповнені рідиною. Академік Національної академії наук України (2000), лауреат Державної премії УРСР у галузі науки і техніки, премії НАН України імені Михайла Янгеля, та премії НАН України імені Миколи Крилова. Крім того, нагороджений медаллю «За трудову доблесть» та грамотою Президії Верховної Ради УРСР. У творчому доробку вченого понад 180 наукових статей. Виховав 6 докторів і 25 кандидатів наук.
- Маркевич Олександр Прокопович (1905, с. Плоске — 1999) — радянський зоолог, доктор біологічних наук, професор, завідував кафедрою зоології безхребетних та паразитології Київського університету імені Тараса Шевченка, академік Національної академії наук України.
- Муранівський Тарас Васильович (англ. Taras Muranivsky) (1935, с. Косяківка — 2000) — доктор філософських наук, кандидат економічних наук, був професором кафедри інформаційних ресурсів Російського державного гуманітарного університету міста Москви, а також був першим ректором Українського університету (Інституту українознавства) міста Москви. Працював також в Інституті вивчення США та Канади Російської академії наук та був президентом московського (російського) підрозділу Міжнародного інституту Шиллера.
- Наулко Всеволод Іванович (1933, Тараща) — вчений етнограф, доктор історичних наук, професор, член-кореспондент Національної академії наук України, працював на історичному, філософському та географічному факультетах Київського університету імені Тараса Шевченка. Нині завідує відділом в Інституті української археографії і джерелознавства НАН України імені Михайла Грушевського та є професором Київського славістичного університету. Обирався членом Академічної ради асоціації етнології та фольклору Європи від України. За різними оцінками, Наулко є автором від 350 до 470 етнографічних публікацій, в тому числі близько 10 підручників, посібників, довідників та монографій.
- Омеляненко Віталій Лукич (1932, с. Круті Горби) — вчений — педагог, кандидат педагогічних наук, професор. Заслужений діяч освіти і науки України. Випускник Київського університету імені Тараса Шевченка. Тривалий час працював у Кіровоградському педагогічному інституті, де був завідувачем кафедри педагогіки, деканом педагогічного факультету, проректором із заочної освіти, проректором з навчальної роботи. Працював також завідувачем кафедри педагогіки Черкаського педагогічного інституту. Автор більше 100 наукових праць серед яких 15 посібників для студентів ВНЗів та 4 монографії.
- Осауленко Микола Федорович (1938. с. Ківшовата) — український винахідник, кандидат технічних наук, розробник радянської системи космічного зв'язку «Арістон» (проектував великий екран розміром 10 на 10 метрів, що використовується в центрі керування польотами космодрому Байконур) та кінескопів до телевізорів «Фотон-234К» та «Славутич-Ц280КП», лауреат державної премії СРСР в галузі науки та техніки. Розробив проект безпечного біотелевізора. Проект куплений за шалені гроші компанією Samsung. Фірма Samsung за проектом Осавуленка виготовити згаданий телевізор не змогла. Чи то з проектом не все в порядку, чи кваліфікація науковців фірми Samsung підгуляла, — поки що не з'ясовано.
- Пастушенко Василь Степанович (1941, с. Степок) — кандидат технічних наук, старший науковий співробітник, доцент кафедри автоматизації Національного аграрного університету, має близько 70 наукових праць та 10 винаходів.
- Сіренко Павло Максимович (1915, с. Мала Березянка — 1999) — вчений історик, кандидат історичних наук, доцент кафедри історії України 19-го століття Київського університету імені Тараса Шевченка. Автор книги «Людина з ім'ям комуніст: образ комуніста в українській повоєнній прозі» виданої в 1974-му в видавництвом «Знання» та перевиданої в 1978-му видавництвом «Вища школа».
- Ткаченко Анатолій Олександрович (1948, с. Лук'янівка —) — український вчений-літературознавець, доктор філологічних наук, професор кафедри теорії літератури Київського національного університету мені Т. Шевченка, член Спілки письменників України.
- Топачевський Олександр Вікторович — народився на хуторі Бобрівка Таращанського повіту Київської губернії — український вчений, академік, директор Інституту гідробіології Академії наук УРСР з 1959 по 1973 роки, дійсний член Академії Наук УРСР.
- Улашин Генрик (пол. Henryk Ułaszyn) (1874, Таращанський район [можливо, с. Ківшовата] — 1956) — польський мовознавець-славіст, професор. Навчався в Київському університеті, а потім у Кракові, Відні, Лейпцизі. Викладав мовознавство у Польській університетській колегії в Києві. Був професором слов'янської філології в університетах Львова, Познані та Лодзі.
- Федоренко Геннадій Михайлович (1931, с. Улашівка) — вчений — радіофізик, кандидат технічних наук (1973). Учасник розробки та запуску першого в світі штучного супутника Землі. Був відповідальним виконавцем з проектування, розробки, випробування і здачі в експлуатацію космічних геодезичних систем «Сфера» та «Сфера-4». Брав активну участь у цілому ряді інших важливих космічних проектів, включаючи програми з освоєння Місяця. Лауреат Державної премії Ради Міністрів СРСР (1986). У 2007 році йому присвоєно почесне звання «Заслужений творець космічної техніки».
- Фельдман Ісай Ісакович (1937, Тараща) — вчений-зоолог, кандидат ветеринарних наук. Випускник Київського ветеринарного інституту. Працював завідувачем лабораторії з вивчення хвороб молодняка тварин Інституту експериментальної ветеринарії Сибіру та Далекого Сходу Росії. Автор понад 80 наукових праць та 2 монографій. Нагороджений великою та малою срібними та двома бронзовими медалями ВДНГ СРСР за досягнення в області ветеринарної науки. В наш час[коли?] проживає з сім'єю в Детройті (США).
- Царик Ніна Савівна (1926, с. Калинове — 1974, Київ) — вчений-педагог, кандидат педагогічних наук, старший науковий співробітник НДІ педагогіки УРСР. Професійно займалася проблемами навчання людей з порушеними або втраченими функціями зору. Автор букваря для дорослих сліпих виданого в 1975 році після смерті автора: Царик Н. С. Буквар для дорослих сліпих. — К.: Рад. школа, 1975. — 317с.
- Шабатин Віктор Степанович (1934, с. Петрівське) — вчений-геофізик доктор геолого-мінералогічних наук, професор, випускник Київського національного університету імені Тараса Шевченка, тривалий час працював на геологічному факультеті Київського національного університету імені Тараса Шевченка, де, крім іншого, займав посаду заступника декана (з 1979 по 1988), а з 1988 по 1999 був деканом геологічного факультету. Заслужений працівник освіти України (1999). В наш час[коли?] працює викладачем приватного вищого навчального закладу післядипломної освіти геологічного спрямування.

## Лікарі
- Легос Олександр Анатолійович (1923, Тараща) — вчений анестезіолог та реаніматолог, кандидат медичних наук, доцент кафедри швидкої допомоги та медичних катастроф Башкирського державного медичного університету. Автор 76-ти наукових праць, у тому числі співавтор довідника зі швидкої медичної допомоги. Тема дисертації «Функціональний стан нирок у хворих з митральним пороком серця в зв'язку зі знеболюванням та операцією». Тривалий час був головним позаштатним анестезіологом-реаніматологом Міністерства охорони здоров'я республіки Башкирія.
- Мащенко Ігор Сергійович (1939, Тараща) — український вчений-стоматолог, доктор медичних наук, заслужений діяч науки та техніки України, професор кафедри терапевтичної стоматології та стоматології інтернів Дніпропетровської державної медичної академії. Працював деканом стоматологічного факультету, проректором з лікувальної роботи та проректором з навчальної роботи ДДМА. З 1982 по 2007 очолював кафедру терапевтичної стоматології ДДМА. Під керівництвом Ігоря Сергійовича захищено 43 кандидатських та 8 докторських дисертацій.
- Мусієнко Андрій Володимирович (1966, Тараща) — заступник міністра охорони здоров'я України кабінету міністрів Віктора Януковича. Працював в. о. головного лікаря Київської клінічної лікарні № 15.
- Нідзельський Михайло Якович (1953, с. Велика Березянка) — український лікар стоматолог та фармаколог, доктор медичних наук. Автор 2 підручників для студентів-медиків та 4 монографій. Член редакційних колегій журналів «Дентарит», «Український стоматологічний альманах», «Ортодент». Виховав 5 кандидатів медичних наук.
- Ніколаєв Анатолій Петрович (1896, Тараща — 1972) — український радянський лікар-гінеколог, професор, дійсний член Академії медичних наук СРСР, лауреат Сталінської (Державної) премії СРСР 1952. Був директором Інституту акушерства та гінекології Академії медичних наук СРСР. Крім того був професором Полтавського медичного інституту та працював у Київському, Донецькому та Куйбишевському інститутах охорони материнства та дитинства. Автор 12-ти підручників та монографій, деякі з них були багаторазово перевидані іноземними мовами. Автор сценарію науково-популярного фільму рос. «Победа над болью».
- Пешко Алла Олександрівна (1964, Тараща) — лікар-ендокринолог, заслужений лікар України, директор Київського міського центру ендокринології та обміну речовин, Головний позаштатний спеціаліст з ендокринології Головного управління охорони здоров'я та медичного забезпечення Київської міської державної адміністрації, автор більше тридцяти наукових праць. Донька відомого українського політика Олександра Ткаченка.
- Ручківський Сергій Никифорович (1888, Тараща — 1967, Київ) — лікар-епідеміолог, доктор медичних наук, професор, член-кореспондент Академії медичних наук СРСР з 1946-го року. Випускник Київського університету святого Володимира. Завідував відділом Київського бактеріологічного інституту, був професором Київського інституту вдосконалення лікарів, завідував кафедрою в Київському медичному інституті, працював у Київському науково-дослідному інституті епідеміології, мікробіології та паразитології. Автор більше 100 наукових праць, в тому числі 4 монографій. Науковий напрямок — бактеріологія та епідеміологія кишкових захворювань.
- Сікевич Людмила Василівна (Тараща — Москва) — перша в Росії жінка, котра стала головним лікарем та завідувачкою великої клінічної лікарні. До революції лікарня розташовувалася по вулиці Багрушинській міста Москви. Після революції — ординатор хірургічного відділення лікарні імені професора Остроумова міста Москви. Сестра генерала-хорунжого армії Української Народної Республіки Володимира Сікевича.
- Стеченко Людмила Олександрівна (1943, Тараща) — вчений-медик, доктор біологічних наук, професор кафедри гістології та ембріології Національного медичного університету імені Олександра Богомольця, та завідувачка лабораторії електронної мікроскопії того ж університету. Має членство в ряді місцевих та міжнародних медичних організацій. Автор 289 наукових праць, в тому числі 4 монографій та розділу підручника для студентів медиків; має 6 патентів на винаходи та 2 раціоналізаторські пропозиції. Під керівництвом Людмили Олександрівни захищено 4 докторських та 7 кандидатських дисертацій.
- Ярошева Любов Михайлівна (1946, с. Плоске) — головний лікар офтальмолог автономної республіки Крим. З 1987 року завідувачка мікрохірургічного відділення Республіканської клінічної лікарні імені Семашка. Лауреат премії «Золота фортуна» (1998). Заслужений лікар автономної республіки Крим (1999).

## Діячі культури
- Блюміна Ірина Михайлівна (1924, Тараща) — український мистецтвознавець, заслужений діяч мистецтв України (1996). Кандидат наук з мистецтвознавства (1969). З 1948 по 1958 — науковий співробітник Київського музею західного та східного мистецтв. З 1960 по 1983 — старший науковий співробітник головної редакції Української радянської енциклопедії. Член Національної спілки художників України (1967) та член Національної спілки журналістів України (1975). Є автором статей до енциклопедій України та інших країн, сценаріїв до теле- та радіопередач, упорядником книжок, альбомів та журналів.
- Бурляй (Бурлій) Юрій Семенович (1918, Тараща — 1998) — український письменник, доцент факультету журналістики Київського університету імені Тараса Шевченка, заступник головного редактора газети «Літературна Україна». Автор літературно-критичних книжок «Зброєю слова» (1955), «Володимир Сосюра» (1959), «Михайло Стельмах» (1962), «Боєць життя нового» (1963), «Життя і слово» (1982), повісті «Спалах» (1969), книжки-альбому «Володимир Сосюра» (у співавторстві з І. Гончаренком, 1978), підручника для студентів «Основи літературно-художньої критики» (1985) та історичних романів «Світанок» (1980) і «Червоний вир» (1988), в яких відображено події Таращансько-Звенигородського збройного повстання 1918—1919 років. Учасник Другої Світової війни, нагороджений орденом Вітчизняної війни 2-го ступеня та медалями.
- Дяченко Григорій Онуфрійович (1896, с. Бовкун — 1972, Чехія) — український та чеський співак (тенор), композитор та хоровий диригент. Закінчив учительську школу Михайлівського золотоверхого монастиря (1914), з 1918 по 1919 навчався в Київському музично-драматичному інституті. З 1914 вчителював та диригував хорами. З 1919-го жив у Чехії. Закінчив Празьку консерваторія (в 1926-му — клас вокалу, в 1930-му — клас композиції). Соліст опер у містах Пльзень, Оломоуц, Опава. Автор багатьох музичних творів для фортепіано та хору.
- Злотник Олександр Йосипович (1948, Тараща) — народний артист України, композитор, автор музики до багатьох кінофільмів, опер-дум, мюзиклів, симфонічних творів, камерної та інструментальної музики, хорів тощо. Автор музики більш як тисячі пісень. Лауреат численних міжнародних та українських конкурсів, фестивалів «Пісенний вернісаж». Заслужений діяч мистецтв України (1996), член спілки композиторів України (з 1985). Лауреат міжнародної премії імені Сіді Таль. Кавалер Міжнародного ордена Миколи Чудотворця, ордена «За заслуги» III ступеня, ордена князя Ярослава Мудрого V ступеня.
- Кацев Авраам Львович (1916, с. Чернин — 2000[1]) — єврейський поет, 1948 року закінчив Вінницький педагогічний інститут, вчителював в Сумській, Саратовській, Хмельницькій та Херсонській областях. Друкувався з 1932-го року. Автор збірок «Людина вулиця» (1972), «Добре слово» (1980), «Мир у господі» (1987). Поезіям Кацева притаманні ліризм та м'який гумор. Для дітей написав збірки віршів «Дитячі пісні»(1940), «Лист до дідуся» (1975). Українською мовою окремі твори Кацева переклав Микола Братан.
- Крестовський Всеволод Володимирович (1839, с. Мала Березянка — 1895, Варшава) — російський письменник та поет, автор чотирохтомного роману «Петербурзькі нетрі» (рос. «Петербургские трущобы»), а також романів «Тьма єгипетська», «Тамара Бендавид», «Торжество Ваала» та інших. За мотивами роману Всеволода Крестовського «Петербурзькі нетрі» був знятий популярний 60-ти серійний телевізійний серіал «Петербурзькі таємниці».
- Лісняк Юрій Якович (1929, с. Ківшовата — 1995, м. Київ) — один з найбільш знаних українських перекладачів радянської доби. Пристойно володів англійською, німецькою, французькою, чеською та словацькою мовами. Перекладав на українську та російську мови твори Едгара Алана По, Роберта Льюїса Стівенсона, Карела Чапека, Айзека Азімова, Джонатана Свіфта, Вільяма Шекспіра, Генріха Гейне, Чарльза Діккенса, Германа Мелвілла, Вальтера Скотта, Бертольда Брехта, Джерома Клапки Джерома, Джеймса Джойса, Оноре де Бальзака, Жерара де Нерваля, Анатоля Франса, Генріха Манна, Джека Лондона, Редьярда Кіплінга, Еріха Марії Ремарка, Генріха Теодора Белля, Ярослава Гашека та багатьох інших авторів. Переклав близько сотні романів, повістей, оповідань, драматичних та поетичних творів. Лауреат літературної премії імені Максима Рильського (1991) та премії журналу «Всесвіт» імені Миколи Лукаша (1993).
- Мельниченко Тамара Йосипівна (1927, с. Антонівка — 2009) — українська поетеса, член спілки письменників України. Автор дитячої книги «Живи, жайворонок», повісті «Час вечірніх вогнів», поетичних книг: «Жага життя», «Біла казка», «Кохан-зілля» та інших.
- Мудрак Лариса Михайлівна (1968, с. Лука) — українська журналістка та телеведуча, лауреат загальнонаціональної програми «Людина року — 2003» в номінації «Журналіст року в галузі друкованих ЗМІ», керівник Головної служби інформаційної політики Секретаріату Президента України Віктора Ющенка.
- Новицький Іван Петрович (1844, Тараща — 1890) — український історик, журналіст, етнограф. Автор багатьох статей в виданнях «Киянин», «Київські губернські вісті», та «Київська давнина». Працював у центральному архіві Київського університету святого Володимира, у археографічній комісії, у київському статистичному комітеті, та у київському відділі Імператорського географічного товариства, видав 2 томи матеріалів з історії селянства XV—XVIII віків (1877), брав участь у експедиції Павла Чубинського і для V-го тому її праць дістав близько 5000 пісень.
- Пономаренко Ігор Якович (1959, с. Круті Горби) — український оперний співак, баритон, випускник Київської консерваторії, соліст Київського муніципального академічного театру опери та балету для дітей та юнацтва. Працював солістом Саратовського театру опери та балету та солістом Вроцлавського (Польща) театру опери та балету.
- Серебряков Леонід Борисович (1922, Тараща) — український письменник-гуморист, член спілки письменників України. Автор збірок «Гуморески», «Ой під вишнею», «Веселим пером», «Екскурсія в рай», «Чому лопнув меридіан», «Знайся кінь з конем», «Гриша Ополоник і сексуальні реформи», «У всякого своя доля», «Кум Омелько і Джоконда», «Звідусіль аж до Херсона», «А как же с моим вопросом?», «Не злізаючи з печі».
- Томашевський Борис (англ. Boris Thomashefsky) (1868, Тараща — 1939) — американський актор, режисер, драматург, та театральний діяч. Основоположник американських єврейських театрів, що ставили вистави мовою їдиш.
- Чернов Валентин Іванович (1894, Тараща — 1980, Феодосія) — радянський диригент та астроном. Закінчив Московську консерваторію (клас віолончелі) та факультет астрономії Московського університету імені Ломоносова. Дружив з Костянтином Ціолковським, був одним з засновників та членом президії Товариства вивчення міжпланетних сполучень — першої космічної організації в Радянському Союзі. Був диригентом Большого театру Москви, головним диригентом Удмуртського оперного театру, диригентом Киргизького, Таджикського, Новосибірського та Казахського театрів опери та балету. Крім того, працював керівником оперної студії та диригентом симфонічного оркестру Південного берега Криму (м. Ялта). Заслужений діяч мистецтв Киргизької РСР (1945).
- Юровський Володимир Михайлович (1915, Тараща — 1972) — радянський композитор, заслужений діяч мистецтв РРФСР (1969). Писав музику до балетів, вокальних циклів, драматичних спектаклів та фільмів. Автор музики до балету «Пурпурні вітрила» (рос. «Алые паруса») за повістю Олександра Гріна, який тривалий час ішов у Большому театрі Москви. Автор музики до добре відомих радянських мультфільмів «Золота антилопа», та «Зачарований хлопчик» (за мотивами казки Сельми Лагерльоф «Дивовижна подорож Нільса Хольгерсона з дикими гусками Швецією»), крім того озвучував мультфільми «Верлиока», «Чиї в лісі шишки?», «Ну й Рижик!», «Паровозик з Ромашкова», «Легенда про злого велетня». Батько диригента Михайла Юровського та дід диригента Володимира Юровського.

## Політики
- Желєзногорський Григорій Абрамович (1896, Тараща — 1938) — український юрист. Був членом партії есерів та очолював повітовий комітет партії. Був верховним слідчим України, прокурором Харківської губернії, головою Верховного Суду УРСР, та генеральним прокурором УРСР. Звинувачений у троцькізмі та засуджений до страти 22.09.38. Реабілітований в 1957.
- Каховська Ірина Костянтинівна (1888, Тараща — 1960, м. Малоярославець Калузької обл.) — політична та революційна діячка, одна з лідерів партії есерів, керувала підготовкою успішного терористичного замаху на командуючого німецькими окупаційними військами в Україні 1918 року генерала-фельдмаршала Германа фон Ейхгорна, а також керувала підготовкою замахів на гетьмана Павла Скоропадського та одного з керівників білогвардійського руху генерала Антона Денікіна.
- Мороз Олександр Олександрович (1944, с. Буда) — український політик, голова Соціалістичної партії України, двічі обирався Головою Верховної Ради України з 1994 по 1998 та з 2006 по 2007 роки. Автор численних брошур політичного характеру.
- Сушкевич Валерій Михайлович (1954, Тараща) — український політик, член фракції Юлії Тимошенко, голова Комітету у справах пенсіонерів, ветеранів та інвалідів, президент Національного комітету спорту інвалідів України (Національного Параолімпійського Комітету України), голова Національної асамблеї інвалідів України, Герой України, повний кавалер ордена «За заслуги» та кавалер ордена Ярослава Мудрого V ступеня.

## Організатори виробництва
- Биков Ернест Миколайович (1936, Тараща — 2004, Київ) — український інженер-конструктор, лауреат Шевченківської премії. Керував проектуванням театрів у Житомирі, Дніпрі, Луцьку, Хмельницькому, Білій Церкві та кінотеатру «Зоряний» в Києві. Керував реконструкцією Київського академічного театру оперети. Був співавтором проектів музично-драматичних театрів у Сімферополі, Івано-Франківську, Ужгороді, та санаторію «Карпати». Був головним конструктором будівництва нового приміщення Київського театру ляльок.
- Громадський Андрій Степанович (1920, с. Северинівка — 2009, Новосибірськ) — Герой Соціалістичної Праці, голова колгоспу імені С. М. Кірова Коливанського району Новосибірської області. Учасник Другої Світової війни. Нагороджений двома орденами Леніна, орденом Жовтневої Революції, орденом Трудового Червоного Прапора, орденом «Знак Пошани», медалями.

## Представники духовенства
- Архієпископ Смарагд (1796, с. Велика Березянка — 1863) — (в миру Крижанівський Олександр Петрович) — архієпископ Рязанський.
- Архієпископ Питирим (1944, с. Червоні Яри —) (в миру Старинський Микола Петрович) — архієпископ Миколаївський та Вознесенський.
- Бабієнко Теофіл Арсентійович[2]  (1850-1943) став першим рукопокладеним пастором Адвентистської церкви в Російській імперії, який є вихідцем з місцевого населення, а не із середовища німецьких колоністів. Організував у Ставрополі першу слов’янську адвентистську громаду. У 1890 р. під час адвентистської конференції на території Росії Бабієнко був рукоположений на проповідницьке служіння, став першим священнослужителем-українцем Церкви адвентистів сьомого дня.[3][4] [5]
- Бабієнко Теофіл Теофілович (1885, Тараща — 1980) — проповідник в Китаї, в російськомовному місті Харбіні. Там його зусиллями створюється громада більш ніж в 700 чоловік і будується молитовний будинок, при якому відкривається повна середня школа з десятикласною освітою, він засновує друкарню, а потім відкриває Біблійну семінарію.[6][7] Під час служіння в Харбіні він обслуговував до 1922 року і радянський Далекий Схід.  1928 році Теофіла Теофіловича Бабієнко обрали президентом Балтійського уніону. Він став одним із засновників семінарії в місті Сужі під Ригою. У 1932 році його обирають президентом Польського уніону, в який входили і області Білорусі і України. У 1936 році його обирають секретарем  Північно-Європейського дивізіону з центром в Лондоні, де він служив до війни.
- Гельман Пінхас (1880, Тараща — 1921, Катеринослав) — рабин центральної частини міста Катеринослава, член Катеринославської міської думи. Засновник та викладач декількох Катеринославських єшив, серед його учнів були міністр освіти Ізраїлю Залман Орен, рабин московської хоральної синагоги Єгуда Лейб Левін, рабин Ісраель Кажевніков, рабин Мордихай Радзінський, який став головним рабином Дніпропетровська після Другої світової війни, та інші.
- Гончаренко Агапій Онуфрійович (англ. Agapius Honcharenko) (1832, с. Крива — 1916, Каліфорнія, США) — відомий український священик, правозахисник, громадський та політичний діяч, учасник вільного друку, один з перших українських політичних емігрантів.
- Іщенко Микола Трохимович (1887, с. Косяківка — 1931, Москва) — священик, випускник Київської духовної семінарії. Працював псаломщиком у Таращанському, Черкаському, Звенигородському, Чигиринському та Канівському повітах. Неодноразово арештовувався радянською владою. З лютого по листопад 1930-го року працював благочинним міста Серпухова. Звинувачений в участі в нелегальній антирадянській організації та розстріляний 23.02.1931 в Бутирській тюрмі. Похований на Ваганьковському кладовищі.
- Кваснєвський Сигізмунд Карлович (1878, Тараща — 1937) — католицький священик. Навчався на медичному факультеті Київського університету, звільнений з числа студентів за участь у нелегальній студентській організації. В 1909 р. закінчив Житомирську духовну семінарію та отримав сан католицького священика. Був настоятелем костелів у Вінниці, Проскурові, Ростові на Дону та Києві. Розстріляний в 1937.
- Мальований Кіндрат Олексійович (1845—1913), народився та проживав у Таращі — організатор та духовний лідер дуже поширеного на рубежі 19-го та 20-го століть сектантського руху, відомого під назвою Мальованщина. Попри те, що Кіндрат помер 1913-го, в 1917 році в Україні налічувалося близько двох тисяч мальованців.

## Військовики
- Вернигора Петро Леонтійович (1921, Тараща — 1943, Черкаси) — Герой Радянського Союзу (посмертно), командир батареї самохідних гармат 52-ї армії, 2-го українського фронту, загинув при штурмі Черкас.
- Вовченко Іван Антонович (1905, с. Кирдани — 1976, Київ) — генерал-майор танкових військ (1943), в червоній армії з 1926 року. З вересня 1944 по травень 1947 начальник 2-го Київського Червонопрапорного училища самохідної артилерії імені Фрунзе. Нагороджений орденом Леніна, двома орденами Червоного Прапора, орденом Суворова 2-го ступеня, орденом Червоної Зірки та медалями.
- Гребенко Федір (18??, с. Лісовичі — 1919, Москва) — польовий командир та військовий діяч часів громадянської війни. До того — прапорщик царської армії. Ініціатор та командир Таращанського збройного повстання 1918 року. Один з організаторів легендарного Таращанського полку. Розстріляний 1919 року органами ВЧК в Москві.
- Златоцветов (Гольдфарб) Авраам Юхимович (1900, Тараща — 1970, Самара) — радянський військовий льотчик та воєнначальник, учасник громадянської війни, учасник радянсько-польської війни 1920-го року, учасник війни в Іспанії 1936—1939, учасник Великої Вітчизняної війни, командир 1-го гвардійського змішаного авіаційного корпусу під час Великої Вітчизняної війни, генерал-лейтенант авіації, двічі кавалер ордена Леніна, чотири рази нагороджений орденом червоного прапора, а також орденами Суворова, Кутузова та Богдана Хмельницького.
- Кабанов Сергій Леонідович (1971—2016) — старшина Збройних сил України, учасник російсько-української війни.
- Любий Іван Семенович (1904, с. Веселий Кут — 1963) — генерал-лейтенант внутрішніх військ. З лютого по липень 1942 — начальник військ НКВС СРСР з охорони особливо важливих промислових підприємств, з липня 1942 по січень 1943 — начальник Управління прикордонних військ НКВС Західно-Сибірського військового округу, 1943—1944 начальник військ НКВС СРСР з охорони тилу Західного та 3-го Білоруського фронтів. Нагороджений орденом Суворова другого ступеня. Лауреат Державної премії СРСР.
- Навроцький Михайло Карпович (1919, Тараща — 1991, Київ) — Герой Радянського Союзу, штурман загону 12-го гвардійського авіаційного полку 7-го авіаційного корпусу авіації дальньої дії, старший лейтенант.
- Пилипченко Дмитро Олексійович (1906, Тараща — 1944) — Герой Радянського Союзу (посмертно), стрілець 45-го гвардійського стрілецького полку 66-ї гвардійської стрілецької дивізії 18-ї армії 1-го українського фронту, гвардії рядовий. Нагороджений також орденом Леніна. Загинув при штурмі містечка Долина. В честь нього названо школу в місті Долина.
- Рябчук Віктор Дмитрович (1924, с. Станишівка) — доктор військових наук, професор, заслужений діяч науки Російської Федерації, дійсний член російської Академії військових наук, генерал-майор.
- Сиворинівський (можливо, Северинівський) Ізраїль Володимирович (1913, Тараща — 1941) — старший лейтенант, був одним з перших радянських командирів підводних човнів, командував човном «М-49». Човен затонув в серпні 1941. За однією з версій, підірвався на власному мінному загородженні.
- Сікевич Володимир Васильович (1870, Тараща — 1952, Торонто, Канада) — український військовий і політичний діяч, генерал-хорунжий Армії Української Народної Республіки, до того — полковник генерального штабу та генерал-майор царської армії. У роки Першої світової війни — на Південно-Західному фронті, командир 6-го піхотного Ладозського полку, помічник командира 36-ї піхотної бригади. Нагороджений сімома орденами і Золотою Георгіївською зброєю.
- Штельмах Дмитро Лаврінович (1902, с. Велика Вовнянка — 1971 Житомир) — Герой Радянського Союзу, командир 797 стрілецького полку 232 стрілецької дивізії 40-ї армії 2-го українського фронту, полковник. Удостоєний звання Героя за успішний прорив в районі Путілау (Румунія). Також нагороджений орденом Леніна, двома орденами Червоного Прапора, орденом Вітчизняної війни та медалями.
- Шульга Михайло Карпович (1919, с. Лісовичі) — полковник, нагороджений орденом Олександра Невського, двома орденами Червоного Прапора, двома орденами Червоної Зірки, та двома орденами Вітчизняної війни.

## Спортсмени
- Братковський Леонід Юхимович (1930, Тараща — 2001) — український мотоспортсмен. Був доцентом кафедри фізичного виховання Національного транспортного університету. Майстер спорту СРСР. Заслужений тренер України. Виховав 7 чемпіонів СРСР, 42 чемпіони України, 53 майстри спорту та 83 кандидати в майстри спорту. Завдяки Братковському в Таращі регулярно проводилися обласні та республіканські змагання з мотоспорту. Для таких змагань ідеально підходить природний каньйон поблизу села Улашівка.

## Відомі уродженці інших міст, що жили і працювали в Таращі
- Алешо Олександр Гаврилович (1890—1922) — український антрополог та етнограф. Автор праці: Антропометричні досліди українського населення Уманського та Таращанського повітів Київщини. Київ, 1919 рік.
- Бершацький Рефаель, (рабин Рефаель з міста Бершадь) — цадик, похований на території Таращі.
- Боровський Леон (пол. Leon Borowski) (1884 — 1951 Варшава) — один з провідних польських спеціалістів в галузі будівництва автомобільних доріг. Професор Варшавської політехніки. Створив інститут будівельної техніки Варшави та був головою вченої ради згаданого інституту. В 1913—1918 роках, одразу після закінчення Київського політехнічного інституту та отримання диплому інженера будівельного факультету, працював у Таращі на посаді повітового інженера.
- Василенко Василь Якович (1955) — головний диригент Донецького академічного театру опери та балету імені А. Б. Солов'яненка, народний артист України. Закінчив Таращанську музичну школу за класом баяна та Таращанський технікум механізації та електрифікації сільського господарства.
- Даценко Леонтій Антонович (1938) — віце-президент Національної радіокомпанії України, директор «Радіо Культура», лауреат міжнародної премії імені Дмитра Нитченка та міжнародної літературної премії «Тріумф», проживав у селі Калинове Таращанського району.
- Довгалевський Валеріан Савелійович (англ. Valerian Dovgalevsky) (1885—1934) — радянський державний діяч, дипломат. Працював наркомом пошт РРФСР. Був повпредом СРСР в Швеції (1924—1926), Японії (1927), та Франції (1928—1934). В 1904—1906 роках організатор та керівник соціал-демократичного гуртка в Таращі. Урна з прахом Довгалєвського похована в Московській кремлівській стіні.
- Єсипенко Микола Романович (1959, Київ —) — український скульптор, автор пам'ятника Тарасу Шевченку в Таращі.
- Жибер Ернест Іванович — російський архітектор, автор проекту Таращанського кафедрального Георгіївського собору. Собор будувався з 1869 по 1883 та був зруйнований радянською владою 1938 року.
- Завадовський Іван Іванович (1887, Львівщина — 1932 Дніпропетровськ) — український мовознавець — славіст, професор. Був проректором з наукової роботи, деканом мовно-літературного факультету та завідувачем кафедри українського мовознавства Дніпропетровського інституту народної освіти (нині Дніпропетровський національний університет). Працював у Таращі на посаді викладача гімназії.
- Короткевич Володимир Семенович (1930, Орша — 1984 Мінськ) — один з найбільш знаних білоруських літераторів. З 1954 по 1956 роки працював шкільним вчителем в селі Лісовичі Таращанського району. Розкішний пам'ятник Короткевичу встановлений перед посольством республіки Білорусь в місті Києві.
- Левада Олександр Степанович (1909 народився в селі Кривчунка Таращанського повіту, нині Черкаська область — 1995 Київ) — український драматург та кіносценарист. Був першим заступником голови Держкіно України, заступником міністра культури України та секретарем правління Спілки письменників України. Лауреат Державної премії України ім. Т. Г. Шевченка (1971). Дитинство та юність Олександр Левада провів у Таращанському районі, з 1914 по 1927 він проживав у селі Лук'янівка. Олександр Левада — батько відомого російського соціолога та засновника центру соціологічних досліджень «Левада-Центр» Юрія Левади.
- Лисенко Віталій Романович — батько композитора Миколи Лисенка, працював у Таращі на посаді офіцера драгунського полку. Збирав разом з сином народний фольклор та опублікував роботу «Про історичні вподобання у смаках і модах народного одягу у Сквирському та Таращанському повітах».
- Лисенко Микола Віталійович (1842—1912) — український композитор, піаніст, диригент, педагог, збирач пісенного фольклору, громадський діяч. У 1865—1867 роках працював у Таращі на посаді мирового посередника. В Таращі Миколу Лисенка неодноразово відвідує друг та близький родич письменник Михайло Старицький.
- Іван Приблудний, справжнє ім'я Яків Петрович Овчаренко (1905—1937) — російський поет. В 1920 році, проживаючи в Таращі, приєднався до дивізії Григорія Котовського. Репресований та розстріляний в 1937 році. Опубліковано чотири збірки віршів Івана: «Тополь на камне» (1926), «С добрым утром!» (1931), «Стихотворения» (1986), «Избранное» (1993). Дружив з Сергієм Єсеніним. Говорять, що Іван Приблудний був прообразом Івана Бездомного, персонажа з роману М. Булгакова «Майстер та Маргарита».
- Прокопович В'ячеслав Костянтинович — політик, один з організаторів Української Центральної Ради. Був представником від Таращанського повіту в Київському губернському виконкомі.
- Разенков Гаврило Степанович (1915—1944) — Герой Радянського Союзу, похований у селі Крива поблизу Таращі.
- Ткаченко Олександр Миколайович (1939) — український політик, Голова Верховної Ради України (1998—2000). З 1970 по 1982 був першим секретарем Таращанського районного комітету КП УРСР.
- Фадін Олександр Михайлович (1924 —) — В 1996 році отримав звання Героя Росії за героїзм проявлений в роки Другої Світової війни. Цитата з нагородного листа: «В боях за місто Таращу в лютому 1944 року Олександр Фадін на своєму танку першим увірвався в місто, у вуличному бою знищив важку самохідну гармату „фердинанд“ та автобус з солдатами та офіцерами ворога».
- Ярешко Анатолій Григорович — вчений-медик, доктор медичних наук, професор. З 1986-го по 2008-й рік завідував кафедрою фтизіатрії Української медичної стоматологічної академії (м. Полтава). З 1970-го по 1976-й, одразу після захисту кандидатської дисертації, працював завідувачем стаціонарного відділення Таращанського міжрайонного протитуберкульозного диспансеру.

## Повернені імена: таращани закатовані в сталінських таборах
'Детальніший список таращан постраждалих від радянських репресій може бути знайдений тут[недоступне посилання з червня 2019]'.
- Альтман Володимир Маркович, народився в Таращі в 1891 році, єврей, комуніст, заступник начальника відділу експлуатації Мосавтотресту. Розстріляний 15.09.1938 в Москві. Місце поховання: Комунарка.
- Біленький Григорій Георгійович, народився в Таращі в 1889 році, єврей, комуніст, директор Центральної текстильної лабораторії Головшовкопрому Наркомату легкої промисловості СРСР. Розстріляний 13.02.1938 в Москві. Місце поховання: Комунарка.
- Забара Михайло Еммануїлович, народився в Таращі в 1895 році, єврей, економіст, помічник начальника будівництва при раді труда і оборони Москви. Відбував політичний строк на Соловках. Розстріляний 8.12.1937 в Ленінграді.
- Закаблуковський Олександр Михайлович (1905, с. Плоске — 1938 Іркутськ) — українець, безпартійний, працював відповідальним виконавцем з реалізації на іркутській макаронній фабриці. Арештований 15.02.1938 та засуджений трійкою НКВС Іркутської області 01.06.1938 за статтями 58-10 та 58-11. Розстріляний 10.06.1938. Похований в Іркутську. Реабілітований 04.01.1958 постановою президії Іркутського обласного суду.
- Коваленко Іван Трифонович, народився в Таращі в 1884 році, українець, музикант, в'язень Біломоро-Балтійського комбінату НКВС Карельської АРСР. Арештований 14.08.1937. Розстріляний 26.09. 1937. Реабілітований прокурором Карелії 29.03.1989.
- Крупський Петро Іродіонович, народився в Таращі в 1893 році, українець, безпартійний, зоотехнік, відбував 5-тирічний політичний строк в Соловецькій тюрмі. Розстріляний в Ленінграді 8.12.1937.
- Ліщинер Беньямін Волькович (1896, Тараща —) — працював прийомником полотна на фабриці «Автов'язь». Проживав у Московській області на станції Малахівка за адресою Кореневське шосе будинок 26. Джерело — книга пам'яті Московської області.
- Ліщинер Володимир Наумович (1905, Тараща — 1938 Воркута) Арештований 05.10.1937. Осуджений 21.12.37 трійкою НКВС Архангельської області за статтею 58-10 КК РРФСР. Розстріляний 01.03.1938. Місце розстрілу: Рудник Воркута.
- Ліщинер Сруль Абрамович (1912, с. Ківшовата — 1952 Москва) — єврей, освіта вища, член ВКП(б), заступник начальника виробничого відділу на Кузнецькому металургійному комбінаті. Проживав у Кемеровській області м. Сталінськ, вул. Кірова 3 кв. 36. Арештований 27.12.1950. Засуджений трійкою НКВС СРСР 18.09.52. Вирок: шкідництво та зрада вітчизни. Розстріляний 22.10.52. Місце поховання — Москва, Донське кладовище. Реабілітований 25.05.57 ВКВС СРСР. Джерело — Москва, розстрільні списки Донського крематорію.
- Підіпригора Євдокія Калістратівна (1912, с. Лісовичі —) (варіанти прізвища: Степченко; варіанти по батькові: Михайлівна) Проживала в селі Лісовичі. В 1930 році звинувачена в куркульстві та засуджена до примусового переселення в Кіровський район Мурманської області.
- Підіпригора Милентій Іванович (1897, с. Лісовичі —) — працював слюсарем на руднику «Октябрський» в Зейському районі Амурської області. Арештований 13 травня 1948 року. Осуджений СКУД Амурського обласного суду за статтею 58-10 ч 2 КК РРФСР на 10 років виправно-трудових таборів. Реабілітований 16 жовтня 1965 постановою президії Верховної Ради РРФСР.
- Рахліс Любов Яківна, народилася в Таращі в 1902 році, єврейка. До арешту проживала в Києві, працювала бібліотекарем. Дружина Пейхаса Рахліса. Осуджена 28.03.1938 року особливою радою при НКВС СРСР як «Член сім'ї зрадника Вітчизни» на 8 років таборів.
- Рахліс Пейхас Меєрович, народився в Таращі в 1897 році, єврей, комуніст, начальник відділу контррозвідки Управління державної безпеки НКВС Узбецької РСР. Засуджений до страти 10.01.1938. Рахліс часто фігурує в списках ключових осіб, що призвели до голодомору 1933 року в Україні.
- Сікевич Микола Васильович (Тараща — 1938 Київ) — український юрист. Розстріляний 1938 року за «організацію та участь в контрреволюційній організації». Брат генерала-хорунжого армії Української Народної Республіки Володимира Сікевича
- Требух Захар Пантилійович (1870, с. Жидівська Гребля, нині це с. Калинове) працював у радгоспі «Партизан» в селі Гражданівка Тамбовського району. Арештований 4 квітня 1932 року. Осуджений трійкою ПП ОГПУ ДВК 8 липня 1932 року за статтею 58-10 КК РРФСР. Вирок: висилка в спец поселення Амурської області разом з сім'єю. Реабілітований 4 грудня 1991 рішенням прокурора Амурської області.
- Улицький Рафаїл Самойлович, народився в Таращі в 1891 році, єврей, економіст планового відділу заводу № 197 імені Леніна міста Горького. Розстріляний 27.01.1938.
- Фещенко Олександр Микитович (1893, с. Салиха —) — бухгалтер міськпродгоспу. Арештований 27.06.1941. Осуджений 19.09.1941. Вирок: 10 років позбавлення волі.
- Фещенко Михайло Данилович (1897, с. Салиха — 1937) — вантажник транспортного відділу. Проживав у місті Ленінськ-Кузнецький, 10-та дільниця, барак 622, кв. 3. Арештований 28.07.1937. Осуджений трійкою НКВС з НСО 9.08.1937 за статтею 58-2-10-11 КК РФРСР. Вирок: вища міра покарання.